# A Daughter of the Law
A Daughter of the Law er en amerikansk stumfilm fra 1921 af Jack Conway.

## Medvirkende
- Carmel Myers som Nora Hayes
- John B. O'Brien som Jim Garth
- Fred Kohler som George Stacey
- Jack Walters som Slim Dolan
- Dick La Reno som Pata Marlowe
- Charles Arling som Insp. Hayes
- Joseph Bennett som Eddie Hayes